# (27105) Clarkben
(27105) Clarkben est un astéroïde de la ceinture principale d'astéroïdes.

## Description
(27105) Clarkben est un astéroïde de la ceinture principale d'astéroïdes. Il fut découvert le 10 novembre 1998 à Socorro (Nouveau-Mexique) par le projet LINEAR. Il présente une orbite caractérisée par un demi-grand axe de 2,34 UA, une excentricité de 0,14 et une inclinaison de 7,7° par rapport à l'écliptique.

## Compléments